# Louis Fouquet (restaurateur)
Louis Fouquet est le fils de Clément Joseph Émile Fouquet, épicier, et de Mathilde Émilie Denisard. Il est né le 21 novembre 1872 à Paris et décède à l'âge de 32 ans en 1904. À la Belle Époque, il crée le célèbre restaurant Fouquet's, dont l'inauguration le 28 septembre 1898 est relevée dans la presse nationale. Cette inauguration a lieu le même jour que son mariage.
Les chocolats Louis Fouquet ou Fouquet sont des homonymes.

## Origine sociale et vie personelle

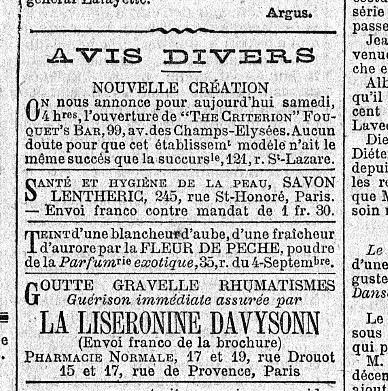
Le Figaro, 28 septembre 1898.

À l'âge de 20 ans, Louis Fouquet, alors employé de commerce, réside rue Pigalle à Paris. La famille emménage alors rue Saint-Lazare (Paris). Louis Fouquet devient limonadier avec un premier établissement dans cette rue au numéro 121 rue Saint-Lazare, qu'il appelle « The Criterion Fouquet's Bar ». En 1898, il épouse à Neuilly-sur-Seine Louise Marie Tabary, fille d'Émile Tabary, propriétaire du restaurant Maire sur les boulevards à Paris. Il devient ainsi le beau-frère de Léopold Mourier. Le couple a deux enfants, Lucien Émile Paul Fouquet (Officier de la Légion d'honneur 1900-1972) et  Pierre Luc Fouquet (1901-1998).

Louis Fouquet est tout d'abord limonadier : 
« Fabricant et marchand de limonade. (Dict. XIXe et XXe s.). B.   P. ext. Celui, celle qui tient un débit de boissons, où l'on vend limonade, boissons rafraîchissantes, café, liqueurs, etc. Synon. usuel cafetier. Boutique de limonadier. J'entre au Café-Turc. Là je cause un moment avec la limonadière, si elle est seule (NERVAL, Bohême gal., 1855, p. 242). Monsieur, je suis limonadier rue Notre-Dame de Lorette où je tiens un petit café à l'enseigne du Pied qui remue (COURTELINE, Client sér., 1897, 3, p. 43) »

## Notoriété et modernité
L'ouverture du Fouquet's est reprise dans le quotidien national Le Figaro. Il s'agit d'un bar américain. Le restaurateur devient rapidement célèbre dans Paris car l'établissement se veut moderne. La consommation électrique est ainsi affichée dans la presse, comme exemplaire de cette modernité du nouveau siècle. Ainsi, le quotidien national Le Journal indique dans ses colonnes :
« nous recevons communication des chiffres suivants : Consommation d’électricité au “Fouquet’s Bar”, 99, avenue des Champs-Elysées, relevés du secteur :
Novembre : 10,446 hectowatts ;
Décembre : 10,676 hectowatts ;
Janvier : 4,000 hectowatts ;
Février : 3,038 hectowatts.
Dans les premiers jours de janvier, le Fouquet’s Bar a fait installer les Économiseurs Weissmann ».

Se renseigner : 37, rue Taitbout »
L'électricité est à cette époque un vecteur important de la modernité, comme la médaille d’or l’architecte Paul Friésé pour l’usine électrique construite quai de Jemmapes lors de l'exposition universelle de 1900 le montre.
Louis Fouquet met surtout en place dans son bar la mode des cocktails « (une) boisson capiteuse généralement fortement alcoolisée, composée d'un mélange de différentes substances et servie glacée ». Le cocktail est mentionné pour la première fois en 1804. En 1911, on note la naissance dans ce même mouvement professionnel du Harry's Bar à Paris.
Louis Fouquet est un professionnel qui très vite se fait une réputation. Qu’Alphonse Allais se donne la peine de le prendre pour référence dans son avant-propos du Capitaine Cap en témoigne. Ce conteur, une des plus belles plumes de la Belle Époque, résume :
« les formules de ces breuvages transatlantiques m’ont été confiées par l’homme de Paris qui possède le plus d’autorité en ces matières, je veux parler de Louis Fouquet, propriétaire et directeur du célèbre bar qui fait le coin de l’avenue des Champs-Élysées et de l’avenue de l’Alma. Si quelqu’un de mes amis désirait avoir sur la préparation des American Drinks et sur le petit matériel que comporte ce sport quelques détails supplémentaires, il n’a qu’à s’adresser directement à ce Louis Fouquet chez qui la technique impeccable s’allier à la plus parfaite courtoisie »

## Décès et postérité
Louis Fouquet meurt à l'âge de 32 ans, à son domicile de la rue Chateaubriand. En seulement six ans, il fait de son bar sur les Champs-Élysées un établissement de premier plan.
En 2019, le groupe Lucien Barrière rend hommage à la personnalité pionnière de Louis Fouquet lors du dîner du 31 décembre 2019 (nouvel an). Le dîner est composé par l'historienne Marion Tayart de Borms et le chef du Joy Bruno Gueret. L'ambition est de faire partager aux clients le goût de la Belle Époque à travers différents plats, comme les carolines de foie gras de canard (une caroline est un petit apprêt de pâte à choux en forme d’éclair miniature fourré de caviar, de foie gras de mousse ou d’autres appareils au fromage) ou la neige au Cliquot.